# La famiglia Passaguai
La famiglia Passaguai è un film comico del 1951 diretto da Aldo Fabrizi. È tratto dalla novella "La Cabina 124" di Anton Germano Rossi. È il primo capitolo della trilogia Passaguai con i film La famiglia Passaguai fa fortuna del 1952 e Papà diventa mamma del 1952.

## Trama
Quando il cavaliere Peppe Valenzi, detto Passaguai, decide di approfittare di uno sconto aziendale per portare la moglie e i figli a trascorrere una domenica al mare di Fiumicino, inizia per tutti una serie di guai, sotto forma di incubo comico.

## Produzione

### Sceneggiatura
La famiglia Passaguai si discosta sensibilmente dalla tipica Commedia all'italiana degli anni '50 e '60; il macchiettismo che sta alla base delle tante commedie leggere dell'epoca, tutto teso a riassumere i difetti dell'italiano medio, dalla miseria al boom, di cui Alberto Sordi era e resta il miglior interprete, nel La famiglia Passaguai, seppur presente, viene spogliato delle caratteristiche ciniche e viene estremizzato a tal punto che i personaggi qui rappresentati perdono ogni legame di riconoscibilità divenendo, di fatto, più simili a cartoni animati che a persone, deragliando nello slapstick come ormai è comunemente riportato anche da diversi Dizionari cinematografici e siti specializzati.

### Cast
- Aldo Fabrizi, che finanziò anche come produttore la pellicola, per contenere i costi doveva e voleva chiudere le riprese in breve tempo. Scelse quindi di affidarsi ad un nutrito e fenomenale gruppo di caratteristi, molti dei quali d'estrazione teatrale e provenienti dall'avanspettacolo degli anni '30 che lui conosceva bene e sapeva essere anche in grado di improvvisare.
- Il ruolo di Margherita andò alla trentaseienne Ave Ninchi che Fabrizi aveva conosciuto fin dal debutto dell'attrice marchigiana, nel 1944, con il film Circo equestre Za-bum, e di cui rimase amico per tutta la vita.
- La sedicenne Giovanna Ralli è la figlia maggiore di Peppe e Margherita. Già protagonista de I bambini ci guardano di Vittorio De Sica a soli sette anni.
- Pecorino, il figlio di Peppe e Margherita, è interpretato dal quindicenne Carlo Delle Piane.
- Gnappetta, il più piccolo dei Passaguai è Giancarlo Zarfati, all'epoca 4 anni. Bambino prodigio del cinema degli anni '50 e '60 fu notato da Fabrizi quando lo sentì emettere una sonora pernacchia. Interpretò diversi altri film e si ritirò dal cinema nel 1963.
- Il ruolo di spalla e collega di Peppe ricadde su Peppino De Filippo, con cui Fabrizi aveva già lavorato (tra gli altri Campo de' fiori).
- Il ruolo del fidanzato segreto, timido e dimesso della figlia cadde su Pietro De Vico già noto e attivissimo nell'ambito teatrale e dell'avanspettacolo e che qui era al suo debutto cinematografico.
- Tino Scotti interpreta il perfetto capoufficio milanese. Scotti aveva un brillante passato nell'avanspettacolo ed era un notissimo cabarettista, il personaggio del cavaliere milanese, che Scotti ripropone sostanzialmente nel film, era uno dei suoi cavalli di battaglia.
- Anche Luigi Pavese aveva già lavorato con Fabrizi ed era noto per i ruoli brillanti e per il piglio autorevole dei suoi personaggi, che ben calzavano per "L'uomo del cocomero", vittima furibonda della strage di cocomeri perpetrata da Peppe durante il film.
- La ventiquattrenne attrice svizzera Nyta Dover è la segretaria del capoufficio. L'attrice, protagonista di brevissime apparizioni, si ritirò dalle scene alla fine degli anni '50.
- Il disturbatore è impersonato da Enrico Luzi. Fabrizi inserì il ruolo, poco funzionale allo sviluppo della trama, come un vero e proprio sketch a parte, traendolo dal ruolo che Luzi era solito interpretare nel programma radiofonico di grande successo Rosso e nero condotto da Corrado.

## Distribuzione
Il successo di pubblico allora fu veramente grande, tanto che la pellicola rimase nei cinema per molti mesi: era infatti ancora nei cinema italiani quando la prima del secondo film della Trilogia (La famiglia Passaguai fa fortuna) fu programmata per il 20 febbraio 1952 al cinema Fiamma di Terni. 
I tre film nel 1952 e 1953 incassarono molto, ben distribuiti dalla Rank Film che li diffuse, debitamente doppiati, nei Paesi del Sud America, nel Nord Africa e in Europa, incrementando il successo internazionale.
La trilogia, tra premi statali e diritti di sfruttamento aveva incassato alcune centinaia di milioni, mentre gli incassi lordi parevano ammontare, in totale, a circa un miliardo al confronto delle spese delle tre produzioni che secondo calcoli approssimativi non superavano i cento milioni. Insomma, un trionfo.

## Accoglienza

### Critica
"I consueti equivoci, inseguimenti, incidenti, i soliti tipi intorno: il tutto su un piano che rifiuta la sincerità per essere inequivocabilmente marionettistico. Il comico che ne scaturisce è meccanico con tutte le sue insuperabili limitazioni".
"All'insegna della volgarità e del cattivo gusto... con Fabrizi interprete tutto fare".
"Ottantasette minuti di proiezione, 87 minuti di Fabrizi in veste di regista, attore, sceneggiatore e non so cos'altro ancora. Fabrizi che corre seminudo per la spiaggia di Fiumicino, Fabrizi che mangia melone e cotolette evocando una visione di cartacce unte e di rifiuti, Fabrizi che fa i bagni di sabbia tra un brulicare di umanità sudata".
Oreste Del Buono scriverà come commento sarcastico a quest'ultima recensione che "Il tempo è cronometrato esattamente, ma non si tratta di un melone o, se si preferisce, di un popone. Si tratta di un'anguria o, se si preferisce, di un cocomero. Appartengono tutt'e due alla famiglia delle cucurbitacee, ma il sapore è ben differente".
"Nel finale, che immerge tutto nell'atmosfera del paradosso, è annullata la validità di alcune felici annotazioni realistiche, qua e là innestate nell'esile vicenda..
"Un film piacevole, divertente, d'una comicità spontanea ed immediata, un film in cui c'è una trama vera anche se leggera ed una sceneggiatura intelligente e in cui, per di più, Fabrizi si rivela regista attento oltreché interprete spassoso... Un succedersi di casi umani, ravvivati da una fertilissima fantasia, sorretto da un dialogo quanto mai azzeccato e brillante".
"Perfetto senso realistico ed aderenza agli ambienti sono completati da una piacevole comicità ben graduata e dalla ottima interpretazione... Certe scene familiari, ricche di gusto, hanno messo a nudo ambienti di tutti i giorni, come se la macchina da presa si fosse portata non vista nella casa di quell'impiegato tutto intento a preparare fagotti per una tanto sospirata gita...".
"Una regia brillante, svelta, dinamica, che non perde tempo, non conosce sprechi e trae partito portino dagli errori. Fabrizi non fa ripetere più di due o tre volte la scena, se un attore sbaglia, senza alterare l'effetto della scena, egli non fa ricominciare da capo, ma ne prende appiglio per cavare fuori un nuovo effetto. L'attore si corregge, ma anche la correzione viene registrata dalla pellicola e diventa "trovata". Insomma, una regia insolita, che sa far diventare fruttifero pure lo sbaglio e che parte da un senso popolaresco, se vogliamo, ma indubbiamente efficacissimo dello spettacolo".
Paolo Mereghetti scrive nel suo dizionario: "Utilizzando l'esilissima trama come un vero e proprio canovaccio su cui innestare invenzioni e trovate, Fabrizi fonde gli elementi caratteristici della sua comicità (il tipo romano pacioso e un po' tonto, bistrattato da tutti, a cominciare dall'ingombrantissima moglie) in una struttura che alterna elementi addirittura slapstick - le ripetute gag con l'anguria, l'esilarante trovata del volto deformato dal peso della moglie - a situazioni più tradizionali, derivate dall'avanspettacolo o dal teatro boulevardier, ottenendo effetti comici spesso irresistibili. Ottimo anche il lavoro sui caratteristi, a cominciare da un Delle Piane in calzoncini corti".
Scrive Morando Morandini nel suo dizionario: "Una macchina comica romanesca che ha le sue ascendenze nel repertorio del teatro dialettale, dell'avanspettacolo e dell'umorismo del settimanale Travaso degli anni '30 ma anche postbellico, arricchito da trovate più cinematografiche (l'anguria) e da notazioni di costume sulla piccola borghesia. Soprattutto nel primo tempo non mancano le gag azzeccate né le macchiette colorite, appoggiate a caratteristi già affermati (T. Scotti) o in erba (C. Delle Piane)".
Il film è stato poi selezionato tra i 100 film italiani da salvare.

## Censura
Incredibilmente anche un film casto e innocuo come La famiglia Passaguai fu oggetto dell'attenzione del Segretariato della Moralità di Foligno che inviò una dettagliata denuncia alla Procura della Repubblica di Perugia con la richiesta di immediato ritiro del materiale pubblicitario del film. Nel manifesto, infatti, si poteva vedere, così testualmente nell'esposto "un quadro fotografico raffigurante una persona in succintissimo e disgustoso atteggiamento con una bottiglia in mano e in posizione quanto mai provocante in costume da bagno".

## Sequel
La pellicola, visto il suo successo, ha avuto ben due sequel: La famiglia Passaguai fa fortuna, e Papà diventa mamma. Gli incassi e il successo di pubblico fecero ipotizzare a Fabrizi anche un quarto episodio mai realizzato; il film sarebbe stata una parodia di Bellissima con protagonista Peppe e suo figlio Carlo Delle Piane. Il titolo sarebbe stato Bruttissimo. "Il quarto, vagheggiato episodio della Famiglia Passaguai non sarebbe più stato realizzato. Del resto, il terzo, quello della metamorfosi del padre in madre, era così sconvolgente e inesorabile da non accettare una continuazione."

## Curiosità
- La fotografia venne affidata a Mario Bava che Aldo Fabrizi aveva imparato ad apprezzare, per bravura e rapidità, nel lavoro in comune sui set di Natale al campo 119 di Pietro Francisci (1947) e Vita da cani di Steno (1950). Mario Bava fa anche una piccola comparsa nella pellicola. Più tardi il futuro regista cult dichiarò: "Divenni amico di Fabrizi e facemmo le famose Famiglie Passaguai. Mi piacerebbe tanto rivederli. Mi ricordo che all'Imperiale si scoperchiava il cinema dalle risate. Il primo l'abbiamo girato a Fiumicino in 29 giorni e siamo partiti da un foglietto dove c'erano scritte solo cose come: Fabrizi compra un cocomero, Luigi Pavese, ecc. Poi c'era la gara a chi inventava le gag e certe volte dovevamo rifare le scene del giorno prima perché legassero. Ci siamo divertiti da morire"[18].